# Веселка (ресторан)
Веселка — український цілодобовий ресторан в Іст-Вілліджі, Нью-Йорк.
Ресторан був заснований у 1954 році після Другої світової війни українськими біженцями Володимиром та Ольгою Дармохвалами та є одним з останніх із багатьох слов'янських ресторанів, які колись розрослися в околицях. Кулінарна книга, опублікована в жовтні 2009 р., висвітлює більше 120 страв східних європейських кухонь.
У листопаді 2011 року відкрився сестринський ресторан «Веселка Боуері», на Іст-1-й вулиці та Бауері.

## Історія
У 1954 році Дармохвалові придбали цукерковий магазин і газетний кіоск у Нью-Йорку, щоб допомогти Всеукраїнській асоціації молоді придбати будівлю, в якій розташована його штаб-квартира. Володимир Дармохвал дав назву компанії «Веселка».
У 1960 році Дармохвал об'єднав цукерковий магазин та газетний кіоск із сусідньою закусочною.
У наступні роки, коли Іст-Віллідж стало називатися Haight-Ashbury на східному узбережжі, Веселка стала соціальним центром для широких верств громади, яка включала стародавню традицію та світову контркультуру.
У 1980-х рр. Веселка почала отримувати рецензії та нагороди, які поширювали репутацію за межами найближчого оточення. Ця репутація ще більше закріпилася, коли ресторан став використовуватися як місце зйомок фільмів Довірся чоловікові (2006), Будь моїм хлопцем на 5 хвилин (2008) та Дівчина без комплексів (2015).
Веселка щодня виробляє 3000 вареників вручну і кожен тиждень використовує 500 фунтів буряка, щоб зробити 5000 галонів борщу щотижня. Ресторан привабив значних покровителів, серед яких музикант Раян Адамс, художник Саллі Девіс, режисер Барт Фрейндліх, виконавця Пенні Аркад, Джон Стюарт та актори Джуліанн Мур, Кріс Нот, Паркер Посей, Джастін Лонг і Дебра Мессінг (вважає Веселку своїм «абсолютним улюбленим місцем»).
Веселка залишається сімейним бізнесом: в цей час нею володіє зять Дармохвала, Том Бірчард, який почав працювати у Веселці в 1967 році та онук засновника Джейсон Бірчар. Син засновників, Микола Дармохвал, виконував роль консультанта.
Веселка продовжує підтримувати потреби мешканців сусідів і східноєвропейських іммігрантів: у 1994 році її кухня складалася з чотирьох кухарів, троє з України та один з Польщі, які нещодавно прибули до Сполучених Штатів.
22 лютого 2024 року вийшов документальному фільм Майкла Фіоре «Веселка: на розі в центрі світу» Стрічка вийшла у прокат до другої річниці повномасштабного вторгнення Росії в Україну.